# Alfredo Torán
Alfredo Torán Olmos (Sueca, 1905 - Paterna, 23 de noviembre de 1941) fue un escultor español, ejecutado víctima de la represión durante la dictadura franquista.

## Biografía
Estudió arte en la Real Academia de Bellas Artes de San Carlos donde se decantó hacia la escultura, en especial de la figura femenina. Comprometido políticamente con Izquierda Republicana, fue también masón, miembro de la logia Federación Valentina número 2. Al iniciarse la guerra civil española, fue reclutado y combatió en distintos frentes. Fue, además, miembro de la junta de Incautaciones encargada de proteger el patrimonio artístico del saqueo y los daños que pudieran sufrir fruto de las acciones bélicas. Al finalizar la guerra se encontraba en Valencia, donde fue detenido, acusado de pertenencia a la masonería. El juicio sumarísimo se llevó a efecto en diciembre de 1939, en el Juzgado Militar Permanente núm. 4 de Valencia, dictándose sentencia que lo condena a muerte por ser masón unos días después, el 3 de enero de 1940. La sentencia no se ejecutó de inmediato, ingresando Torán en prisión. Al poco fue destinado a los talleres de imaginería religiosa del monasterio de San Miguel de los Reyes, donde también se llevaban a cabo tallas en distintos materiales de los símbolos del nuevo régimen. Allí permaneció trabajando durante casi dos años. El 22 de noviembre de 1941 fue trasladado a la cárcel modelo de Valencia, para ser fusilado al día siguiente en el campo de tiro de Paterna. Después de su muerte le fueron abiertos sendos expedientes por masón y miembro de Izquierda Republicana (septiembre de 1944 y febrero de 1945), archivados tras comprobar que ya había sido ejecutado.